# Isabel Kerschowski
Isabel Kerschowski (født 22. januar 1988) er en tidligere tysk fodboldspiller, der spillede som angreb for Tysklands landshold.

## Karriere

### Klub
Kerschowski begyndte sin seniorkarriere hos Turbine Potsdam i 2005, og hun spillede 122 kampe for klubben i syv år; hun var blandt andet med til at sikre klubben det tyske mesterskab i 2011-2012. I 2012 skiftede hun til Bayer Leverkusen, hvor det blev til to sæsoner, inden hun skiftede til VfL Wolfsburg, hvor hun var med til at blive tysk pokalmester i 2015. Efter fire sæsoner i Wolfsburg vendte hun tilbage til Leverkusen, hvor hun var til 2021, hvor hun skiftede tilbage til Turbine Potsdam.

### Landshold
Kerschowski spillede på flere af de tyske ungdomslandshold, og hun var i både 2006 og 2007 med til at blive europamester for U/19. Hun scorede blandt andet to af målene i finalesejren i 2006 over Frankrig U/19. Hun debuterede på A-landsholdet i en kamp mod Wales 10. maj 2007, hvor hun blev skiftet ind i pausen.
Hun har indtil videre spillet 21 A-landsholdskampe og scoret fire mål. Hun var med i den tyske trup ved OL 2016, hvor Tyskland vandt guld. Kerschowski spillede fire af kampene, hvor Tyskland først blev nummer to i indledende pulje, derpå besejrede Kina i kvartfinalen med 1-0, mens de i semifinalen fik revanche for nederlaget i indledende pulje til Canada og vandt 2-0. I finalen vandt tyskerne 2-1 over Sverige.
Hendes seneste landskamp fik hun under EM-slutrunden 2017, hvor hun var med i semifinalen, som Tyskland tabte 1-2 til de senere sølvvindere fra Danmark; Kerschowski scorede det tyske mål i kampen.

## Hæder

### 1. FFC Turbine Potsdam
- UEFA Women's Champions League: Vinder 2009–10
- Bundesliga: Vinder 2005–06, 2008–09, 2009–10, 2010–11, 2011–12
- DFB-Pokal: Vinder 2005–06
- DFB-Hallenpokal for kvinder: 2008, 2009

### VfL Wolfsburg
- Bundesliga: Vinder 2016-17
- DFB-Pokal: Vinder 2014–15, 2015–16, 2016–17

### Tyskland
- Sommer-OL: Guldmedalje, 2016
- U/19-EM i fodbold (kvinder): Vinder 2006, 2007

### Individuel
- U/19-EM i fodbold (kvinder): Golden Player 2006[3]